# Isoetes minima
Isoetes minima är en kärlväxtart som beskrevs av A. A. Eat.. Isoetes minima ingår i släktet braxengräs, och familjen Isoetaceae. Inga underarter finns listade i Catalogue of Life.